# Fox Lake Hills
Fox Lake Hills is een plaats (census-designated place) in de Amerikaanse staat Illinois, en valt bestuurlijk gezien onder Lake County.

## Demografie
Bij de volkstelling in 2000 werd het aantal inwoners vastgesteld op 2561.

## Geografie
Volgens het United States Census Bureau beslaat de plaats een oppervlakte van 4,6 km², waarvan 3,4 km² land en 1,2 km² water.

## Plaatsen in de nabije omgeving
De onderstaande figuur toont nabijgelegen plaatsen in een straal van 8 km rond Fox Lake Hills.